# Parque Zoológico y Botánico Bararida
El Parque Zoológico y Botánico Bararida está situado en la ciudad de Barquisimeto, estado Lara, Venezuela.
Es un zoológico de referencia nacional con un plantel de 210 trabajadores. Funciona como un Servicio Descentralizado adscrito a la Gobernación del Estado Lara.
Es parte de la Asociación Venezolana de Zoológicos y Acuarios (AVZA), la cual es miembro de la Asociación latinoamericana de Parques Zoológicos y Acuarios (ALPZA). Está registrado en el Ministerio del Poder Popular para Ecosocialismo y Aguas (MINEA) ante la Fundación Nacional de Parques Zoológicos y Acuarios de Venezuela (FUNPZA), bajo el número ZOO-AC-V011.
En el parque se exhibe una importante colección de árboles autóctonos del país y del extranjero, también una población aproximada al 2019 de 3552 animales (305 mamíferos, 104 aves, 755 reptiles, 39 anfibios, 1 artrópodo y 2382 peces), de los cuales el 65% de ellos se encuentran en peligro de extinción.[cita requerida]

## Límites
El zoológico está ubicado en la avenida de los Abogados, cruce con la calle 13.
- Al norte: Limita con la avenida Libertador.
- Al sur: con la avenida de los Abogados.
- Al este: con la avenida Morán.
- Al oeste: con el Polideportivo Máximo Viloria y el Ministerio del Poder Popular para la Agricultura.

La superficie inicialmente proyectada era de 110 ha. En 1965 fueron totalizadas 22 ha, mientras que actualmente cuenta con un área de 18,5 ha.

## Historia
El 24 de julio de 1939, el gobernador Lino Díaz, decretó la construcción de la avenida Concordia, cuyo recorrido encerraba un espacio de 110 ha. El 30 de noviembre del mismo año, su sucesor, el Dr. Honorio Sigala ordenó cercar el espacio apartado para formar un bosque de reforestación, que tendría por nombre Parque Botánico Bararida.
En 1964, al llegar a la gobernación Miguel Romero Antoni, ordenó cercar 22 de las 110 hectáreas inicialmente previstas y luego se procedió a formar la laguna central en su punto más alto además de construir la entrada y la camineria flanqueada por los chaguaramos. Finalmente, el 21 de septiembre de 1967, se inaugura el Parque Zoológico y Botánico Bararida, por el presidente de Venezuela, Dr. Raúl Leoni.[cita requerida] Para entonces era dependiente del Ministerio de Agricultura y Cría.
El 20 de septiembre de 1985, el gobernador Domingo Perera Riera, cambia el nombre al Parque Bararida denominándolo Parque Zoológico Miguel Romero Antoni.
12 años más tarde, el 4 de febrero de 1997, Orlando Fernández Medina restableció a este centro de conservación ex situ su nombre original de Parque Zoológico y Botánico Bararida, y además le otorgó la categoría de Servicio Autónomo de la Gobernación de Lara, sin personalidad jurídica. Durante su corta gestión (1996-2000), invirtió en mejoras que dieron calidad de vida a los animales mantenidos en cautiverio y se puso en funcionamiento la exhibición de osos (andino, pardo y tibetano), cóndor andino, manatíes con visor subacuático y orangután; además de la inauguración del serpentario y la granja de contacto, y la perforación del pozo que surte de agua a la institución.

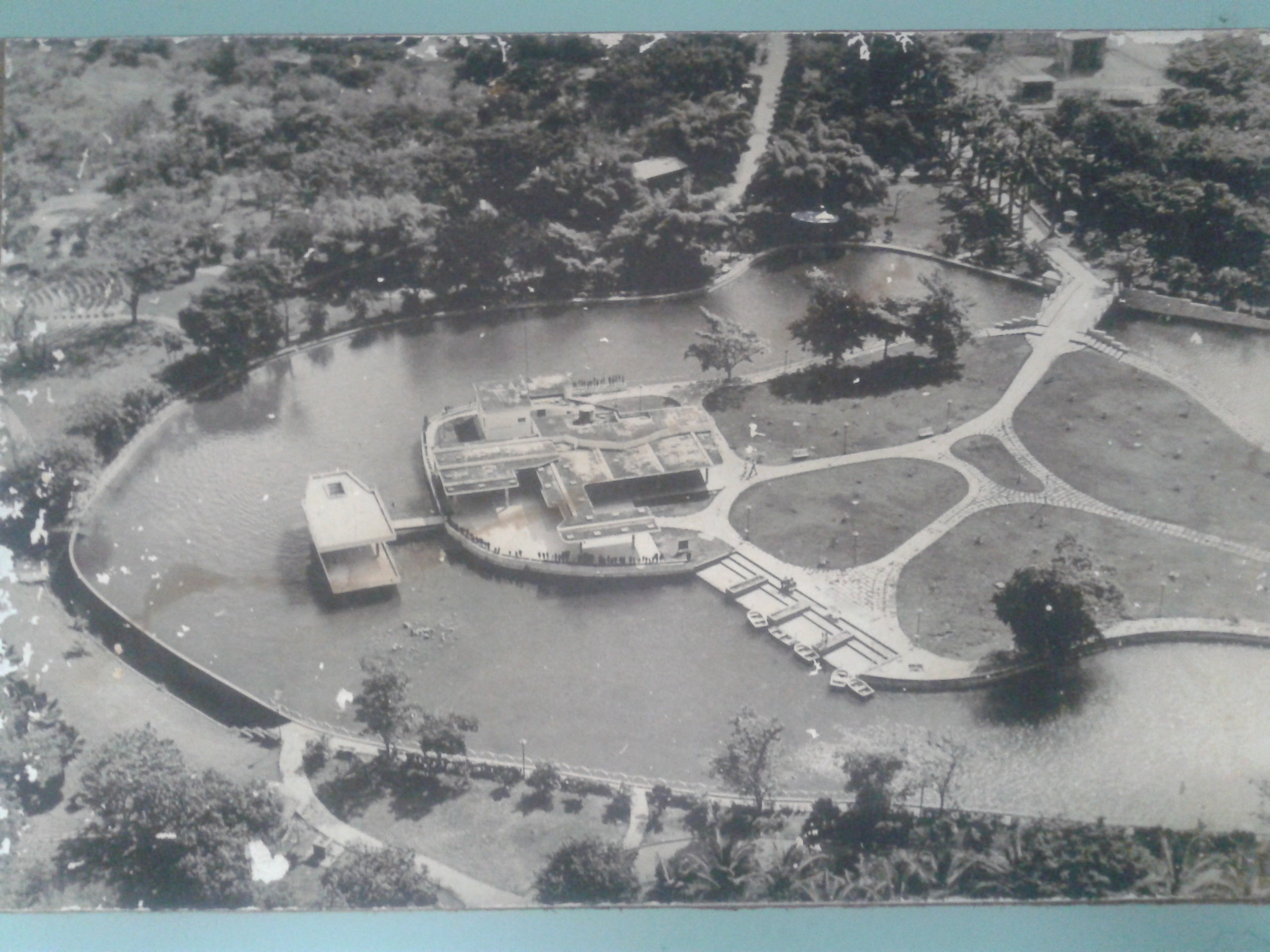
Vista aérea del Parque Zoológico y Botánico Bararida en 1967

En junio de 2023, nació un hipopótamo macho.

### Directores
- 1967 - 1970: Dr. Juan Bautista Rodríguez
- 1970 - 1974: Sra. María de Florido
- 1974 - 1979: Prof. Cruz Mario Duin
- 1979 (mayo-noviembre, período cerrado al público): Méd. Vet. Carlos Majano
- 1979 - 1981: Méd. Vet. Carlos Majano
- 1981 - 1984: Méd. Vet. Alicia Anzola
- 1984 - 1996: Ing. Agr. Mariela Romero de López
- 1996 - 2000: Méd. Vet. Antonio Rumbos
- 2001 - 2008: Ing. Agr. Morela Villasmil Delgado
- 2008 - 2011: Lic. Rosángela Pereira
- 2011 (marzo-octubre): Ing. Rec. Nat. Armando Orozco
- 2011 - 2013 (enero - junio): Ing. Civil Julio César Gutiérrez
- 2013 - 2014: Ing. Agr. José Luis Coello Mendoza
- 2014 - 2017 (hasta el 16 de octubre): Abog. Santos Bálsamo
- 2017 (noviembre) - 2018 (hasta 1 de abril): Méd. Vet. José Alberto Cambero Veliz
- 2018 (2 de abril hasta 9 de agosto): Comunero German Junior Mejías Mendoza
- 2018 - 2022: Méd. Vet. Ramón Antonio Bastidas González
- 2022 - 25 de junio de 2025: Lic Juan Rodriguez
- 26 de junio de 2025 a la presente fecha: Méd. Vet. Jesus Salas

## Alimento
En esta institución se adquieren un promedio semanal de 3 000 kg de frutas y verduras, 3 500 kg de pasto verde, 150 pacas de heno; mensualmente, 3 000 kg  de alimentos concentrados  y suplementos nutricionales, además de diversos productos cárnicos (cerca de 220 kg semanal), roedores de laboratorio,entre otros (datos obtenidos para el año 2017).[cita requerida].

## Conservación
El parque declara como su misión: Contribuir con la conservación de la vida silvestre a través de estrategias educativas que conciencien sobre la necesidad de mantener el equilibrio entre los seres vivos.
Por disposición del gobernador Luis Reyes Reyes, en Decreto N.º 2.525, publicado en Gaceta Oficial del estado Lara, N.º 1.594, de 12 de marzo de 2003, se establece la creación del Programa Integral de Conservación del Oso andino en el estado Lara (PICOSO), esto en alianza con el Programa de reproducción y preservación del Oso Frontino del Zoológico Gustavo Rivera de Falcón, el objetivo principal es aplicar un plan orientado hacia la conservación de esta especie en peligro de extinción en la zona alta del estado, considerando la protección de su hábitat mediante la acción institucional y ciudadana, coordinado por el Parque Bararida.
Igualmente, para contribuir en la conservación de la naturaleza, se llevan a cabo actividades educativas como "El zoológico va a la escuela y a la comunidad", el programa "Ayúdanos a ayudar", en el que se fomentan ideas verdes para mantener un ambiente más sano y el uso de las 3R, como son reutilización, reducción y reciclaje. Todas apoyadas en actividades educativas de concienciación ambiental. Además, el programa "Piensa Verde, Conoce el Semeruco" que es una campaña de conservación cuya finalidad es sensibilizar a los habitantes del estado Lara y público en general a fomentar la protección, plantación y aprovechamiento de dicha planta, además de resaltar la importancia que reviste como riqueza natural y cultural.
El Parque Bararida a través de sus programas de reproducción ha logrado reproducir ex situ al oso andino o frontino (Tremarctos ornatus), además de la Danta (Tapirus terrestris) y el Manatí (Trichechus manatus), por primera vez en Venezuela. El 21 de diciembre de 2011 nació el primer oso palmero (Myrmecophaga tridactyla), después de dos anteriores pérdidas de otras parejas reproductoras de la especie.
Tras el Parque Zoológico Chorros de Milla, en Mérida, es la segunda institución zoológica venezolana que logra reproducir al Cóndor de los Andes (Vultur gryphus) y actualmente alberga la única pareja reproductora en Venezuela. También se ha logrado reproducir a la guacamaya bandera (Ara macao) y en varias oportunidades anacondas (Eunectes murinus), jaguar (Panthera onca), paují copete de piedra (Pauxi pauxi) y chimpancés (Pan troglodytes), entre otros.
Se hacen todas las gestiones posibles para adquirir nuevos animales. Como parte de esas intenciones llegaron el 29 de agosto de 2010 dos tigres de Bengala blancas(Panthera tigris), de ocho años de edad, y que se encuentran exhibidas en el complejo de felinos. Dichos ejemplares fueron los primeros que se exhiben en un zoológico venezolano y posteriormente lo hizo el Parque Zoológico Las Delicias en Maracay, estado Aragua.

## Visión
Ser reconocidos como una institución dedicada a la conservación de los recursos naturales, a través de programas de educación e investigación de alta calidad desarrollados por un personal profesionalizado en un ambiente ecológico y tecnológicamente viable.

## Colección animal
Algunas de las especies exhibidas en el parque son:

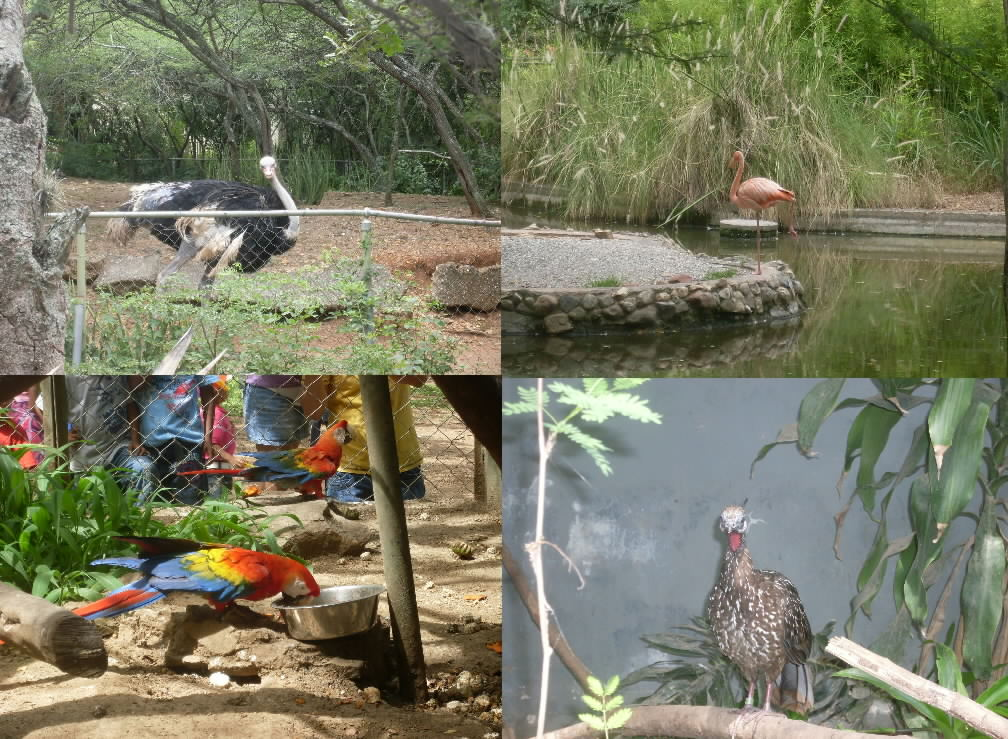
Parque Zoológico de Bararida

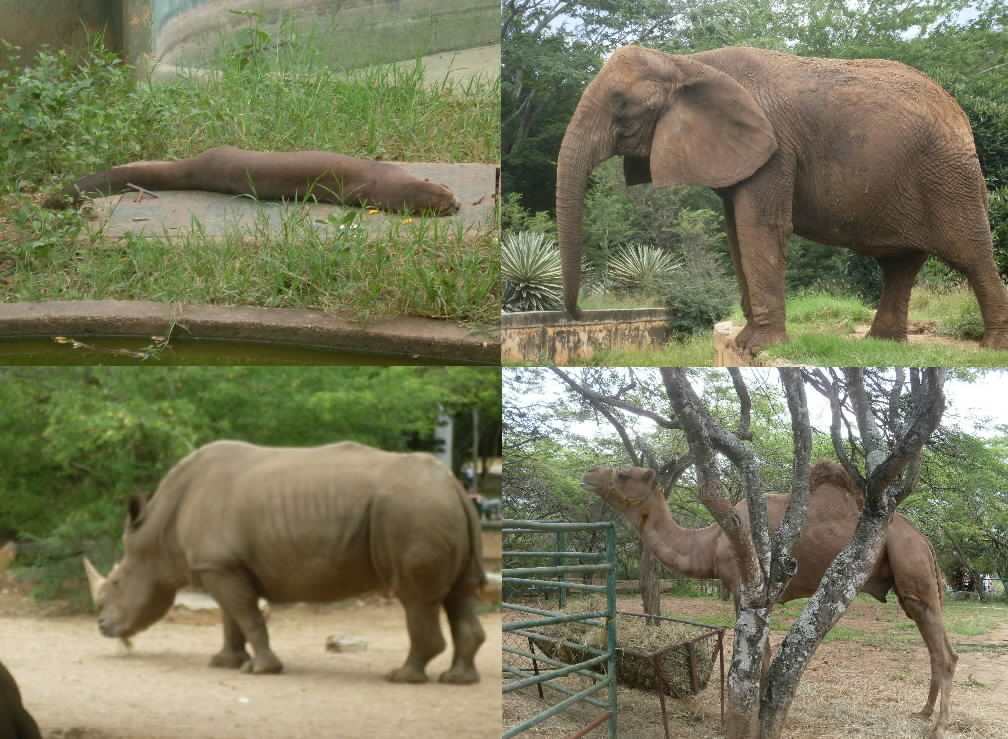
Parque Zoológico de Bararida

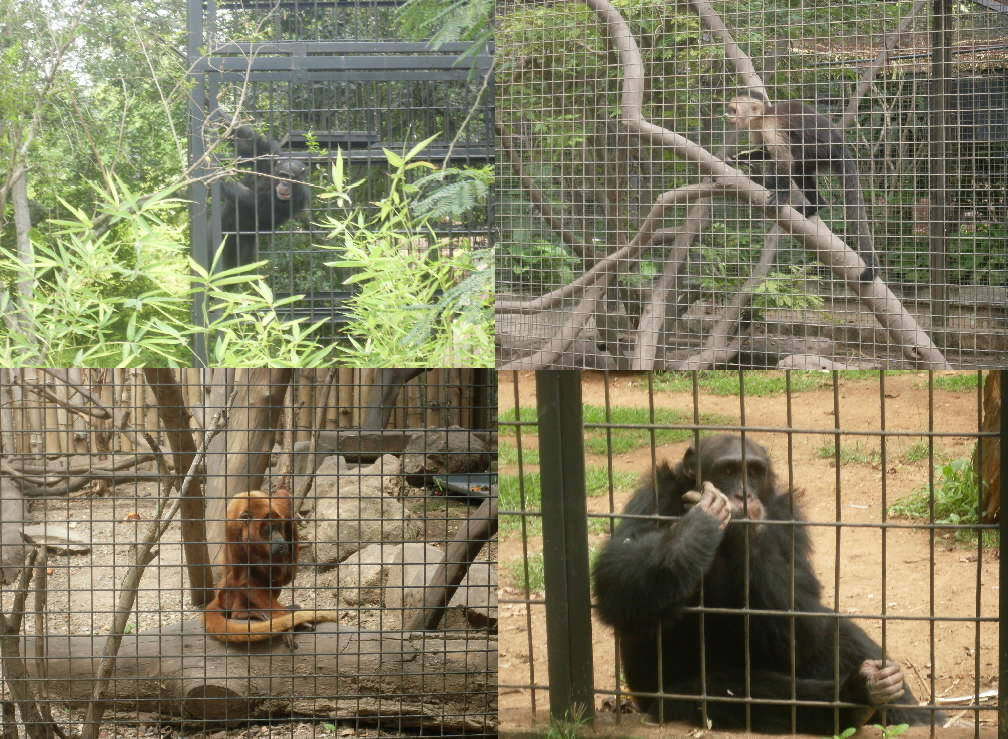
Parque Zoológico de Bararida

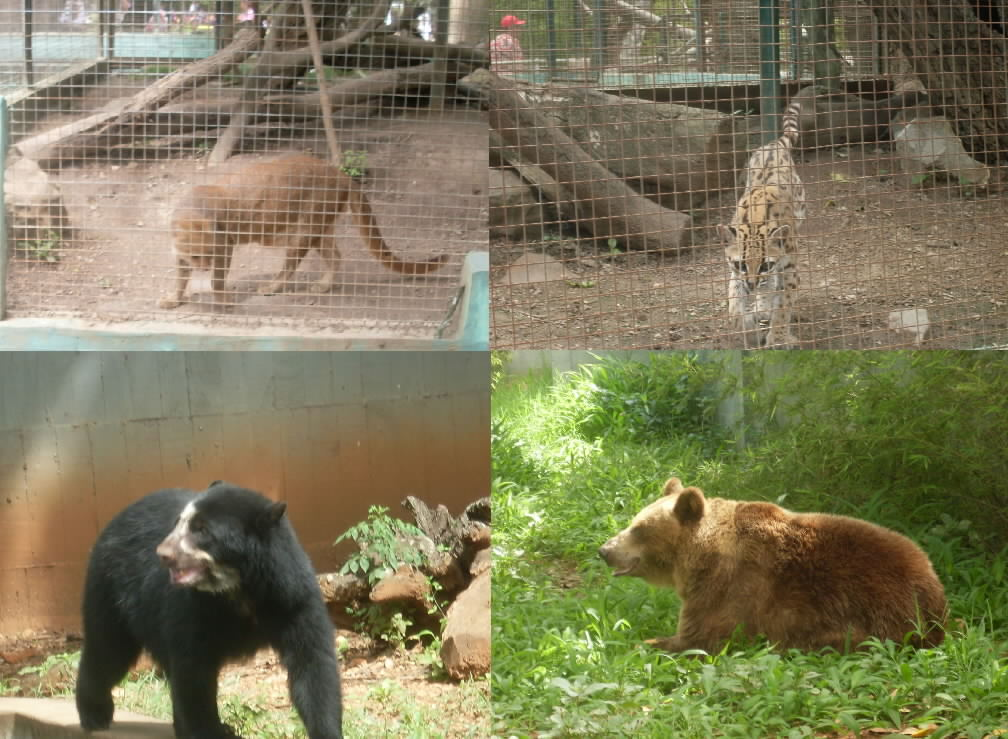
Parque Zoológico de Bararida

| - Cotorra cabeciamarilla - Loro guaro - Loro real - Loro burrón - Cotorra cubana - Guacamaya roja - Guacamaya azul y amarilla - Guacamaya verde - Guacamaya maracaná - Loro Cacique - Perico carasucia - Perico dorado - Cotorra jandaya - Chacaraco - Perico calzoncito - Caique de cabeza amarilla - Perico cabeciazul - Cotorra morada - Cotorra negra - Pico de Frasco Esmeralda - Tilingo cuellinegro - Flamenco del Caribe - Avestruz - Pato real - Ganso del Nilo - Paují copete rizado - Paují culo blanco - Guacharaca - Pavo real - Gavilán tejé - Gavilán gris - Gavilán habado - Cóndor de Los Andes - Morrona - Anaconda - Tragavenados - Boa arco iris - Macagüa - Boa de Madagascar - Rabo amarillo - Tigra cazadora - Coral macho - Pitón reticulada - Pitón real - Tigra cazadora - Cascabel - Mapanare - Mapanare - Matacaballo - Falsa mapanare - Minadora - Bejuca - Cazadora - Coral - Caimán de la Costa - Caimán del Orinoco - Baba - Babo morichalero - Tortuga arraú o del Orinoco (Charapa) - Terecay - Galápago llanero - Tortuga pechoquebrado - Tortuga orejas rojas - Jicotea colombiana - Jicotea de Chichiriviche - Galápago zuliano - Mata mata - Mato de agua - Gecko leopardo - Iguana verde El reptil predominante en el parque. | - Mono araña del norte - Mono araña del sur - Araguato (Mono aullador rojo ) - Mono capuchino - Mono capuchino del sur - Mono vervet - Babuinos - Chimpancés - Oso Frontino - Oso pardo - Cuchicuchi (Kinkayú o micoleón) - mapache cangrejero - zorro (zorro cangrejero) - Cunagüaros (Ocelotes o Tigrillos) - Puma - Gato de monte (Jaguaroundí u Onza) - Tigre de Bengala - Pereza de tres dedos - Pereza de dos dedos - Cachicamo (Armadillo de nueve bandas) - Danta - Cebras de Burchell - Poni de las Shetland - Burro enano - Manatí caribeño - Elefante africano - Rinoceronte blanco - Hipopótamos - Báquiro - Cerdo vietnamita - Llama - Venado caramerudo (Ciervo de cola blanca) - Dromedario - Bisonte - Búfalo de agua - Cabras enanas - Chigüire (Capibara) - Ardillas de cola roja - Lapa - Picures (Guatuzas) |  |

## Especies botánicas
Se exhiben en el parque aproximadamente 150 especies diferentes de plantas, entre las que destacan: semeruco, araguaney, araguaney bobo, acacia de Siam, curarí, árbol de las salchichas, camoruco, cañafístolo llanero, cardón de lefaria, ceiba, cocuy, sisal, coco de mono, chaguaramo o mapora, palma llanera, copey, simaruba (indio desnudo), vera, supire, guayacán, guácimo carreto, dividive, cují negro, yagrumo, yabo y úbeda o cují yaque.

## Servicios
- Serpentario Sebastián de Los Reyes: Cuenta con una interesante muestra de reptiles y anfibios. Brinda información sobre los animales que allí se encuentra. También tiene una tienda de souvenirs para que los visitantes puedan llevarse un recuerdo del mismo.

- El Mirador de la Ciencia: Es inaugurado en agosto del 2001 y en él se fomenta el estudio de la ciencia y la tecnología para el disfrute de los niños. Cuenta con un pasaje dedicado a los anfibios (grupo con alto grado de amenaza de extinción) y un planetario donde se muestra un paseo virtual por el Universo.

- “La Granja de Pancho:" Una pequeña granja de contacto donde se pretende trabajar el área cerebral de los pequeños, a través del contacto directo con cabras enanas, cerdos vietnamitas, llamas y otros animales acostumbrados a compartir con el público.

- La Laguna Central: Un laguna artificial que puede ser recorrida en lanchas de pedal y donde se encuentra peces como la cachama y una gran cantidad de tortugas. En la isla de la Laguna Central, se encuentra el principal restaurante del zoológico, donde se ofrece comida típica a precios solidarios; durante la segunda quincena del año 2017 se efectuó el desagüe para efectuar el mantenimiento respectivo; el agua que la surte proviene de un pozo ubicado en la intersección de la Av. Los Abogados con Av. Morán.

- Telefonía pública: Dentro de la institución se encuentran tres teléfonos tarjeteros de CANTV (Empresa Estatal de Telecomunicaciones de Venezuela), uno en la entrada de la isla de la Laguna Central, otro en el área del Serpentario y uno aledaño a las oficinas administrativas del parque.

- Anfiteatro: En este se desarrollan eventos culturales, sobre todo cuando se realizan los planes vacacionales para niños.

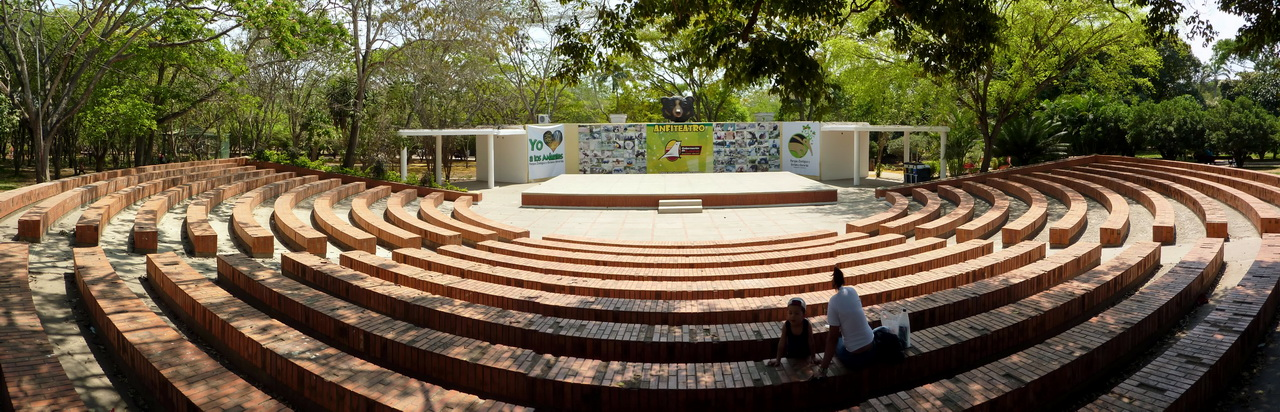
Anfiteatro.

- El Trencito: Ofrece una visita guiada por todo el parque, donde se relatan historias de los animales y también información sobre sus alimentos, hábitats originales o cómo llegaron al parque.

- Planes vacacionales: Al finalizar las actividades escolares, se inician los planes vacacionales de esta institución. Son económicos y una alternativa ante otros planes que desarrollan empresas con fines lucrativos, buscando así la formación de niños con ideales ambientalistas. La mascota de estos planes es Palmerito.

Además se prestan otros servicios de recreación como: alquiler de bicicletas o tetraciclos familiares (4 personas), para que las familias paseen por el parque, pared de escalada y otros juegos infantiles. Dentro del parque se encuentran distribuidos kioscos donde se venden diversos artículos y comidas.

## Para el futuro
El futuro del Parque Bararida está enfocado sobre la base de su misión y visión, comenzando por el Plan de Colección Animal, el cual es una lista de animales que se piensa tener a corto, mediano o a largo plazo, en la elaboración de la cual hubo participación de personal del zoológico y de los vecinos del sector. Posteriormente, se contempla finiquitar el Plan Maestro de la institución. Pronto quien transite por las caminerías disfrutará de un orden temático. Así, el visitante podrá sentir que está en plena selva amazónica rodeado de jaguares, dantas, monos y tucanes; o en un pantano lleno de caimanes, tortugas y aves acuáticas o experimentar una aproximación a un safari africano con hipopótamos, cebras, ñúes y avestruces.

## Organigrama
La estructura organizativa de esta institución es la siguiente:
- Consejo Directivo
- Dirección General
- Coordinación Ejecutiva
- Gerencia de Talento Humano
- Gerencia de Consultoría Jurídica
- Gerencia de Informática y Sistemas
- Gerencia de Prensa, Mercadeo y Protocolo
- Gerencia de Manejo y Salud Animal

Departamento de Manejo de Colección
Departamento de Medicina Preventiva y Nutrición
- Gerencia de Educación Ambiental y Atención al Público
- Gerencia de Botánica

Departamento de Horticultura
Departamento de Sistemática
- Gerencia de Administración y Finanzas

Departamento de Planificación de Presupuesto
Departamento de Contabilidad
Departamento de Compras
- Gerencia de Servicios Generales

Departamento de Mantenimiento de Infraestructura
Departamento de Seguridad y Vigilancia